# Подорожная (Ярославская область)
Подорожная — деревня в Глебовской сельской администрации Глебовского сельского поселения Рыбинского района Ярославской области.
Деревня расположена с южной стороны от автомобильной дороги Рыбинск-Глебово, между деревнями Карелино и Мархачево. Западнее Подорожной автомобильную дорогу пересекает река Юга. К северу от Подорожной лежит село Раздумово .
Деревня Подорожная указана на плане Генерального межевания Рыбинского уезда 1792 года.
На 1 января 2007 года в деревне числилось 6 постоянных жителей. Деревню обслуживает почтовое отделение в Тихменево, по почтовым данным в деревне 20 домов, названий улиц нет.